# Clasificación de CAF para la Copa Mundial de Fútbol de 2002
Para la Copa Mundial de Fútbol de 2002, realizada en Corea del Sur y Japón, la CAF tuvo un total de 5 cupos directos.
Un total de 50 equipos participaron del proceso clasificatorio para la Copa Mundial. Solamente Burundi se retiró y Guinea fue descalificada durante la eliminatoria.
La eliminatoria se jugó en dos fases:
- La primera fase en la que los 50 equipos fueron divididos en 25 parejas y disputaron partidos de ida y vuelta. Los ganadores pasaron a la segunda fase.
- En la segunda fase los equipos fueron divididos en 5 grupos de 5 equipos cada uno, en donde disputaron partidos de ida y vuelta. Los ganadores de dichos grupos accedieron directamente a la Copa Mundial 2002.

## Primera fase

### Llave A
| Equipo 1     | Agr. | Equipo 2  | Ida | Vuelta |
| ------------ | ---- | --------- | --- | ------ |
| Mauritania   | 1–5  | Túnez     | 1–2 | 0–3    |
| Guinea-Bisáu | 0–3  | Togo      | 0–0 | 0–3    |
| Cabo Verde   | 0–2  | Argelia   | 0–0 | 0–2    |
| Benín        | 1–2  | Senegal   | 1–1 | 0–1    |
| Gambia       | 0–3  | Marruecos | 0–1 | 0–2    |

### Llave B
| Equipo 1    | Agr.    | Equipo 2   | Ida | Vuelta |
| ----------- | ------- | ---------- | --- | ------ |
| Madagascar  | 2–1     | Gabón      | 2–0 | 0–1    |
| Botsuana    | 0–2     | Zambia     | 0–1 | 0–1    |
| Suazilandia | 1–8     | Angola     | 0–1 | 1–7    |
| Lesoto      | 0–3     | Sudáfrica  | 0–2 | 0–1    |
| Sudán       | 2–2 (a) | Mozambique | 1–0 | 1–2    |

### Llave C
| Equipo 1                 | Agr. | Equipo 2        | Ida | Vuelta |
| ------------------------ | ---- | --------------- | --- | ------ |
| Santo Tomé y Príncipe    | 2–4  | Sierra Leona    | 2–0 | 0–4    |
| República Centroafricana | 1–4  | Zimbabue        | 0–1 | 1–3    |
| Ruanda                   | 2–4  | Costa de Marfil | 2–2 | 0–2    |
| Guinea Ecuatorial        | 2–5  | Congo           | 1–3 | 1–2    |
| Libia                    | 4–3  | Malí            | 3–0 | 1–3    |

### Llave D
| Equipo 1   | Agr. | Equipo 2 | Ida | Vuelta |
| ---------- | ---- | -------- | --- | ------ |
| Yibuti     | 2–10 | RD Congo | 1–1 | 1–9    |
| Seychelles | 1–4  | Namibia  | 1–1 | 0–3    |
| Eritrea    | 0–4  | Nigeria  | 0–0 | 0–4    |
| Somalia    | 0–6  | Camerún  | 0–3 | 0–3    |
| Mauricio   | 2–6  | Egipto   | 0–2 | 2–4    |

### Llave E
| Equipo 1 | Agr. | Equipo 2     | Ida | Vuelta |
| -------- | ---- | ------------ | --- | ------ |
| Malaui   | 2–0  | Kenia        | 2–0 | 0–0    |
| Tanzania | 2–4  | Ghana        | 0–1 | 2–3    |
| Uganda   | 4–7  | Guinea       | 4–4 | 0–3    |
| Etiopía  | 2–4  | Burkina Faso | 2–1 | 0–3    |
| Chad     | 0–1  | Liberia      | 0–1 | 0–0    |

## Segunda fase

### Grupo A
| Pos. | Equipo  | Pts. | PJ | G | E | P | GF | GC | Dif. | Clasificación          |
| ---- | ------- | ---- | -- | - | - | - | -- | -- | ---- | ---------------------- |
| 1    | Camerún | 19   | 8  | 6 | 1 | 1 | 14 | 4  | +10  | Clasificado al Mundial |
| 2    | Angola  | 13   | 8  | 3 | 4 | 1 | 11 | 9  | +2   |                        |
| 3    | Zambia  | 11   | 8  | 3 | 2 | 3 | 14 | 11 | +3   |                        |
| 4    | Togo    | 9    | 8  | 2 | 3 | 3 | 10 | 13 | −3   |                        |
| 5    | Libia   | 2    | 8  | 0 | 2 | 6 | 7  | 19 | −12  |                        |

 Fuente: FIFA
| Fecha                 | Lugar    |         |                  | Resultado |                  |         |
| --------------------- | -------- | ------- | ---------------- | --------- | ---------------- | ------- |
| 18 de junio de 2000   | Luanda   | Angola  |                  | 2:1 (0:1) |                  | Zambia  |
| 18 de junio de 2000   | Trípoli  | Libia   | Bandera de Libia | 0:3 (0:1) |                  | Camerún |
| 8 de julio de 2000    | Lusaka   | Zambia  |                  | 2:0 (1:0) |                  | Togo    |
| 9 de julio de 2000    | Yaundé   | Camerún |                  | 3:0 (1:0) |                  | Angola  |
| 28 de enero de 2001   | Luanda   | Angola  |                  | 3:1 (0:1) | Bandera de Libia | Libia   |
| 28 de enero de 2001   | Lomé     | Togo    |                  | 0:2 (0:0) |                  | Camerún |
| 23 de febrero de 2001 | Bengasi  | Libia   | Bandera de Libia | 3:3 (2:2) |                  | Togo    |
| 25 de febrero de 2001 | Yaundé   | Camerún |                  | 1:0 (1:0) |                  | Zambia  |
| 10 de marzo de 2001   | Chingola | Zambia  |                  | 2:0 (2:0) | Bandera de Libia | Libia   |
| 11 de marzo de 2001   | Lomé     | Togo    |                  | 1:1 (0:0) |                  | Angola  |
| 21 de abril de 2001   | Chingola | Zambia  |                  | 1:1 (0:1) |                  | Angola  |
| 22 de abril de 2001   | Yaundé   | Camerún |                  | 1:0 (0:0) | Bandera de Libia | Libia   |
| 6 de mayo de 2001     | Luanda   | Angola  |                  | 2:0 (0:0) |                  | Camerún |
| 6 de mayo de 2001     | Lomé     | Togo    |                  | 3:2 (0:1) |                  | Zambia  |
| 29 de junio de 2001   | Trípoli  | Libia   | Bandera de Libia | 1:1 (1:0) |                  | Angola  |
| 1 de julio de 2001    | Yaundé   | Camerún |                  | 2:0 (1:0) |                  | Togo    |
| 14 de julio de 2001   | Lusaka   | Zambia  |                  | 2:2 (0:0) |                  | Camerún |
| 15 de julio de 2001   | Lomé     | Togo    |                  | 2:0 (2:0) | Bandera de Libia | Libia   |
| 27 de julio de 2001   | Trípoli  | Libia   | Bandera de Libia | 2:4 (2:1) |                  | Zambia  |
| 29 de julio de 2001   | Luanda   | Angola  |                  | 1:1 (1:1) |                  | Togo    |

### Grupo B
| Pos. | Equipo       | Pts. | PJ | G | E | P | GF | GC | Dif. | Clasificación          |
| ---- | ------------ | ---- | -- | - | - | - | -- | -- | ---- | ---------------------- |
| 1    | Nigeria      | 16   | 8  | 5 | 1 | 2 | 15 | 3  | +12  | Clasificado al Mundial |
| 2    | Liberia      | 15   | 8  | 5 | 0 | 3 | 10 | 8  | +2   |                        |
| 3    | Sudán        | 12   | 8  | 4 | 0 | 4 | 8  | 10 | −2   |                        |
| 4    | Ghana        | 11   | 8  | 3 | 2 | 3 | 10 | 9  | +1   |                        |
| 5    | Sierra Leona | 4    | 8  | 1 | 1 | 6 | 2  | 15 | −13  |                        |

 Fuente: FIFA
| Fecha                 | Lugar         |              |  | Resultado |  |              |
| --------------------- | ------------- | ------------ |  | --------- |  | ------------ |
| 17 de junio de 2000   | Lagos         | Nigeria      |  | 2:0 (2:0) |  | Sierra Leona |
| 18 de junio de 2000   | Omdurmán      | Sudán        |  | 2:0 (0:0) |  | Liberia      |
| 9 de julio de 2000    | Monrovia      | Liberia      |  | 2:1 (1:1) |  | Nigeria      |
| 9 de julio de 2000    | Acra          | Ghana        |  | 5:0 (1:0) |  | Sierra Leona |
| 27 de enero de 2001   | Port Harcourt | Nigeria      |  | 3:0 (0:0) |  | Sudán        |
| 28 de enero de 2001   | Acra          | Ghana        |  | 1:3 (0:1) |  | Liberia      |
| 25 de febrero de 2001 | Paynesville   | Liberia      |  | 1:0 (0:0) |  | Sierra Leona |
| 25 de febrero de 2001 | Omdurmán      | Sudán        |  | 1:0 (0:0) |  | Ghana        |
| 10 de marzo de 2001   | Freetown      | Sierra Leona |  | 0:2 (0:2) |  | Sudán        |
| 11 de marzo de 2001   | Acra          | Ghana        |  | 0:0       |  | Nigeria      |
| 21 de abril de 2001   | Freetown      | Sierra Leona |  | 1:0 (1:0) |  | Nigeria      |
| 22 de abril de 2001   | Paynesville   | Liberia      |  | 2:0 (1:0) |  | Sudán        |
| 5 de mayo de 2001     | Port Harcourt | Nigeria      |  | 2:0 (1:0) |  | Liberia      |
| 5 de mayo de 2001     | Freetown      | Sierra Leona |  | 1:1 (0:1) |  | Ghana        |
| 1 de julio de 2001    | Monrovia      | Liberia      |  | 1:2 (1:1) |  | Ghana        |
| 1 de julio de 2001    | Omdurmán      | Sudán        |  | 0:4 (0:1) |  | Nigeria      |
| 14 de julio de 2001   | Freetown      | Sierra Leona |  | 0:1 (0:0) |  | Liberia      |
| 15 de julio de 2001   | Acra          | Ghana        |  | 1:0 (1:0) |  | Sudán        |
| 29 de julio de 2001   | Port Harcourt | Nigeria      |  | 3:0 (3:0) |  | Ghana        |
| 29 de julio de 2001   | Omdurmán      | Sudán        |  | 3:0 (2:0) |  | Sierra Leona |

### Grupo C
| Pos. | Equipo    | Pts. | PJ | G | E | P | GF | GC | Dif. | Clasificación          |
| ---- | --------- | ---- | -- | - | - | - | -- | -- | ---- | ---------------------- |
| 1    | Senegal   | 15   | 8  | 4 | 3 | 1 | 14 | 2  | +12  | Clasificado al Mundial |
| 2    | Marruecos | 15   | 8  | 4 | 3 | 1 | 8  | 3  | +5   |                        |
| 3    | Egipto    | 13   | 8  | 3 | 4 | 1 | 16 | 7  | +9   |                        |
| 4    | Argelia   | 8    | 8  | 2 | 2 | 4 | 11 | 14 | −3   |                        |
| 5    | Namibia   | 2    | 8  | 0 | 2 | 6 | 3  | 26 | −23  |                        |

 Fuente: FIFA
| Fecha                 | Lugar      |           |  | Resultado |  |           |
| --------------------- | ---------- | --------- |  | --------- |  | --------- |
| 16 de junio de 2000   | Annaba     | Argelia   |  | 1:1 (1:1) |  | Senegal   |
| 17 de junio de 2000   | Windhoek   | Namibia   |  | 0:0       |  | Marruecos |
| 9 de julio de 2000    | Dakar      | Senegal   |  | 0:0       |  | Egipto    |
| 9 de julio de 2000    | Fez        | Marruecos |  | 2:1 (0:1) |  | Argelia   |
| 26 de enero de 2001   | Argel      | Argelia   |  | 1:0 (1:0) |  | Namibia   |
| 28 de enero de 2001   | El Cairo   | Egipto    |  | 0:0       |  | Marruecos |
| 24 de febrero de 2001 | Windhoek   | Namibia   |  | 1:1 (0:0) |  | Egipto    |
| 24 de febrero de 2001 | Rabat      | Marruecos |  | 0:0       |  | Senegal   |
| 10 de marzo de 2001   | Dakar      | Senegal   |  | 4:0 (2:0) |  | Namibia   |
| 11 de marzo de 2001   | El Cairo   | Egipto    |  | 5:2 (3:2) |  | Argelia   |
| 21 de abril de 2001   | Dakar      | Senegal   |  | 3:0 (1:0) |  | Argelia   |
| 21 de abril de 2001   | Rabat      | Marruecos |  | 3:0 (0:0) |  | Namibia   |
| 4 de mayo de 2001     | Argel      | Argelia   |  | 1:2 (1:1) |  | Marruecos |
| 6 de mayo de 2001     | El Cairo   | Egipto    |  | 1:0 (0:0) |  | Senegal   |
| 30 de junio de 2001   | Windhoek   | Namibia   |  | 0:4 (0:3) |  | Argelia   |
| 30 de junio de 2001   | Rabat      | Marruecos |  | 1:0 (1:0) |  | Egipto    |
| 13 de julio de 2001   | Alejandría | Egipto    |  | 8:2 (5:0) |  | Namibia   |
| 14 de julio de 2001   | Dakar      | Senegal   |  | 1:0 (1:0) |  | Marruecos |
| 21 de julio de 2001   | Windhoek   | Namibia   |  | 0:5 (0:3) |  | Senegal   |
| 21 de julio de 2001   | Annaba     | Argelia   |  | 1:1 (0:0) |  | Egipto    |

### Grupo D
| Pos. | Equipo                          | Pts. | PJ | G | E | P | GF | GC | Dif. | Clasificación          |
| ---- | ------------------------------- | ---- | -- | - | - | - | -- | -- | ---- | ---------------------- |
| 1    | Túnez                           | 20   | 8  | 6 | 2 | 0 | 23 | 4  | +19  | Clasificado al Mundial |
| 2    | Costa de Marfil                 | 15   | 8  | 4 | 3 | 1 | 18 | 8  | +10  |                        |
| 3    | República Democrática del Congo | 10   | 8  | 3 | 1 | 4 | 7  | 16 | −9   |                        |
| 4    | Madagascar                      | 6    | 8  | 2 | 0 | 6 | 5  | 15 | −10  |                        |
| 5    | Congo                           | 5    | 8  | 1 | 2 | 5 | 5  | 15 | −10  |                        |

 Fuente: FIFA
| Fecha                 | Lugar        |                 |  | Resultado |  |                 |
| --------------------- | ------------ | --------------- |  | --------- |  | --------------- |
| 17 de junio de 2000   | Antananarivo | Madagascar      |  | 3:0 (1:0) |  | RD del Congo    |
| 18 de junio de 2000   | Abiyán       | Costa de Marfil |  | 2:2 (1:2) |  | Túnez           |
| 8 de julio de 2000    | Radès        | Túnez           |  | 1:0 (1:0) |  | Madagascar      |
| 9 de julio de 2000    | Kinshasa     | RD del Congo    |  | 2:0 (1:0) |  | Congo           |
| 28 de enero de 2001   | Antananarivo | Madagascar      |  | 1:3 (0:1) |  | Costa de Marfil |
| 28 de enero de 2001   | Pointe-Noire | Congo           |  | 1:2 (1:1) |  | Túnez           |
| 25 de febrero de 2001 | Radès        | Túnez           |  | 6:0 (3:0) |  | RD del Congo    |
| 10 de marzo de 2001   | Kinshasa     | RD del Congo    |  | 1:2 (0:2) |  | Costa de Marfil |
| 22 de abril de 2001   | Kinshasa     | RD del Congo    |  | 1:0 (1:0) |  | Madagascar      |
| 22 de abril de 2001   | Abiyán       | Costa de Marfil |  | 2:0 (1:0) |  | Congo           |
| 28 de abril de 2001   | Pointe-Noire | Congo           |  | 2:0 (1:0) |  | Madagascar      |
| 5 de mayo de 2001     | Antananarivo | Madagascar      |  | 0:2 (0:0) |  | Túnez           |
| 6 de mayo de 2001     | Pointe-Noire | Congo           |  | 1:1 (1:0) |  | RD del Congo    |
| 20 de mayo de 2001    | Radès        | Túnez           |  | 1:1 (0:1) |  | Costa de Marfil |
| 1 de julio de 2001    | Abiyán       | Costa de Marfil |  | 6:0 (2:0) |  | Madagascar      |
| 1 de julio de 2001    | Radès        | Túnez           |  | 6:0 (3:0) |  | Congo           |
| 15 de julio de 2001   | Kinshasa     | RD del Congo    |  | 0:3 (0:1) |  | Túnez           |
| 15 de julio de 2001   | Pointe-Noire | Congo           |  | 1:1 (0:0) |  | Costa de Marfil |
| 29 de julio de 2001   | Antananarivo | Madagascar      |  | 1:0 (0:0) |  | Congo           |
| 29 de julio de 2001   | Abiyán       | Costa de Marfil |  | 1:2 (0:1) |  | RD del Congo    |

### Grupo E
| Pos. | Equipo       | Pts. | PJ | G | E | P | GF | GC | Dif. | Clasificación          |
| ---- | ------------ | ---- | -- | - | - | - | -- | -- | ---- | ---------------------- |
| 1    | Sudáfrica    | 16   | 6  | 5 | 1 | 0 | 10 | 3  | +7   | Clasificado al Mundial |
| 2    | Zimbabue     | 12   | 6  | 4 | 0 | 2 | 7  | 5  | +2   |                        |
| 3    | Burkina Faso | 5    | 6  | 1 | 2 | 3 | 7  | 8  | −1   |                        |
| 4    | Malaui       | 1    | 6  | 0 | 1 | 5 | 4  | 12 | −8   |                        |
| 5    | Guinea       | 0    | 0  | 0 | 0 | 0 | 0  | 0  | 0    | Descalificado          |

 Fuente: FIFA
Notas:
1. ↑  El 19 de marzo de 2001 Guinea fue descalificada por la FIFA luego de que el Ministro de Deportes de Guinea se rehusara por tercera vez a reinstalar a los miembros de la Asociación de Fútbol de Guinea. Los resultados fueron anulados.[1]

| Fecha                 | Lugar          |              |  | Resultado |  |              |
| --------------------- | -------------- | ------------ |  | --------- |  | ------------ |
| 17 de junio de 2000   | Blantyre       | Malaui       |  | 1:1 (1:1) |  | Burkina Faso |
| 18 de junio de 2000   | Conakri        | Guinea       |  | 3:0 (1:0) |  | Zimbabue     |
| 9 de julio de 2000    | Harare         | Zimbabue     |  | 0:2 (0:1) |  | Sudáfrica    |
| 9 de julio de 2000    | Uagadugú       | Burkina Faso |  | 2:3 (1:2) |  | Guinea       |
| 27 de enero de 2001   | Rustenburg     | Sudáfrica    |  | 1:0 (1:0) |  | Burkina Faso |
| 28 de enero de 2001   | Conakri        | Guinea       |  | 1:1(1:0)  |  | Malaui       |
| 24 de febrero de 2001 | Bobo-Dioulasso | Burkina Faso |  | 1:2 (1:2) |  | Zimbabue     |
| 25 de febrero de 2001 | Blantyre       | Malaui       |  | 1:2 (0:1) |  | Sudáfrica    |
| 11 de marzo de 2001   | Harare         | Zimbabue     |  | 2:0 (1:0) |  | Malaui       |
| 21 de abril de 2001   | Uagadugú       | Burkina Faso |  | 4:2 (1:1) |  | Malaui       |
| 5 de mayo de 2001     | Johannesburgo  | Sudáfrica    |  | 2:1 (2:0) |  | Zimbabue     |
| 1 de julio de 2001    | Uagadugú       | Burkina Faso |  | 1:1 (0:1) |  | Sudáfrica    |
| 14 de julio de 2001   | Durban         | Sudáfrica    |  | 2:0 (1:0) |  | Malaui       |
| 15 de julio de 2001   | Harare         | Zimbabue     |  | 1:0 (1:0) |  | Burkina Faso |
| 28 de julio de 2001   | Blantyre       | Malaui       |  | 0:1 (0:0) |  | Zimbabue     |

## Clasificados
| Bandera de Camerún | Bandera de Nigeria | Bandera de Senegal | Bandera de Túnez | Bandera de Sudáfrica |
| Camerún            | Nigeria            | Senegal            | Túnez            | Sudáfrica            |